# Салар (канал)
Сала́р (узб. Salor, Салор) — канал в Ташкенте и Ташкентском вилояте, левый отвод канала Бозсу. Изначально являлся естественной протокой реки Чирчик, которая ещё в древности была преобразована в канал.
По данным Государственного комитета Республики Узбекистан, Салар сейчас является наиболее загрязненным каналом города.

## Этимология названия
По местным ташкентским преданиям древним царем Ташкента был Зол или Зал, который провел арык Зах. Сыном Зола в соответствии с этими преданиями был иранский богатырь Рустам (герой многочисленных иранских легенд и преданий), состоявший при отце военачальником (Сипах-Салар), и он, будто бы, провел арык Салар.

## Общее описание
Длина канала согласно «Национальной энциклопедии Узбекистана» составляет 60 км, по данным К. Холматова и П. Баратова — 65 км. При этом течение канала разделяют на два участка: Салар-I (длиной 20 км) — от головного сооружения на нижнем бьефе Саларской ГЭС до Джун-Саларского водоотделителя, и Салар-II (длиной 45 км) — от Джун-Саларского водоотделителя до впадения в реку Чирчик. Ширина канала достигает 15 м, глубина, согласно «Национальной энциклопедии Узбекистана», составляет 1—2 м, по данным К. Холматова и П. Баратова — до 3,0 м.
Пропускная способность головного сооружения равна 35 м³/с. Расход воды по достижении города Ташкента — 20 м³/с, ниже впадения Бурджара и Карасу возрастал до 30 м³/с. В «Национальной энциклопедии Узбекистана» (2000—2005) сообщается, что после реконструкции последних лет пропускная способность канала была увеличена до 50 м³/с.

## Течение канала

### Салар-I
Длина Салара-I составляет 20 км. Головное сооружение Салара ныне расположено на нижнем бьефе Саларской ГЭС, в посёлке ТашГРЭС Кибрайского тумана Ташкентского вилоята.
Салар пересекает Ташкент с северо-востока на юго-запад, протекая по центру города. В настоящее время значительные участки Салара в Ташкенте бетонированы.
На территории города вбирает воды каналов Чаули и Бурджар, в прошлом также Правобережного Карасу. У юго-западной границы города, чуть ниже впадения Бурджара, Салар-I завершается Джун-Саларским водоотделителем.

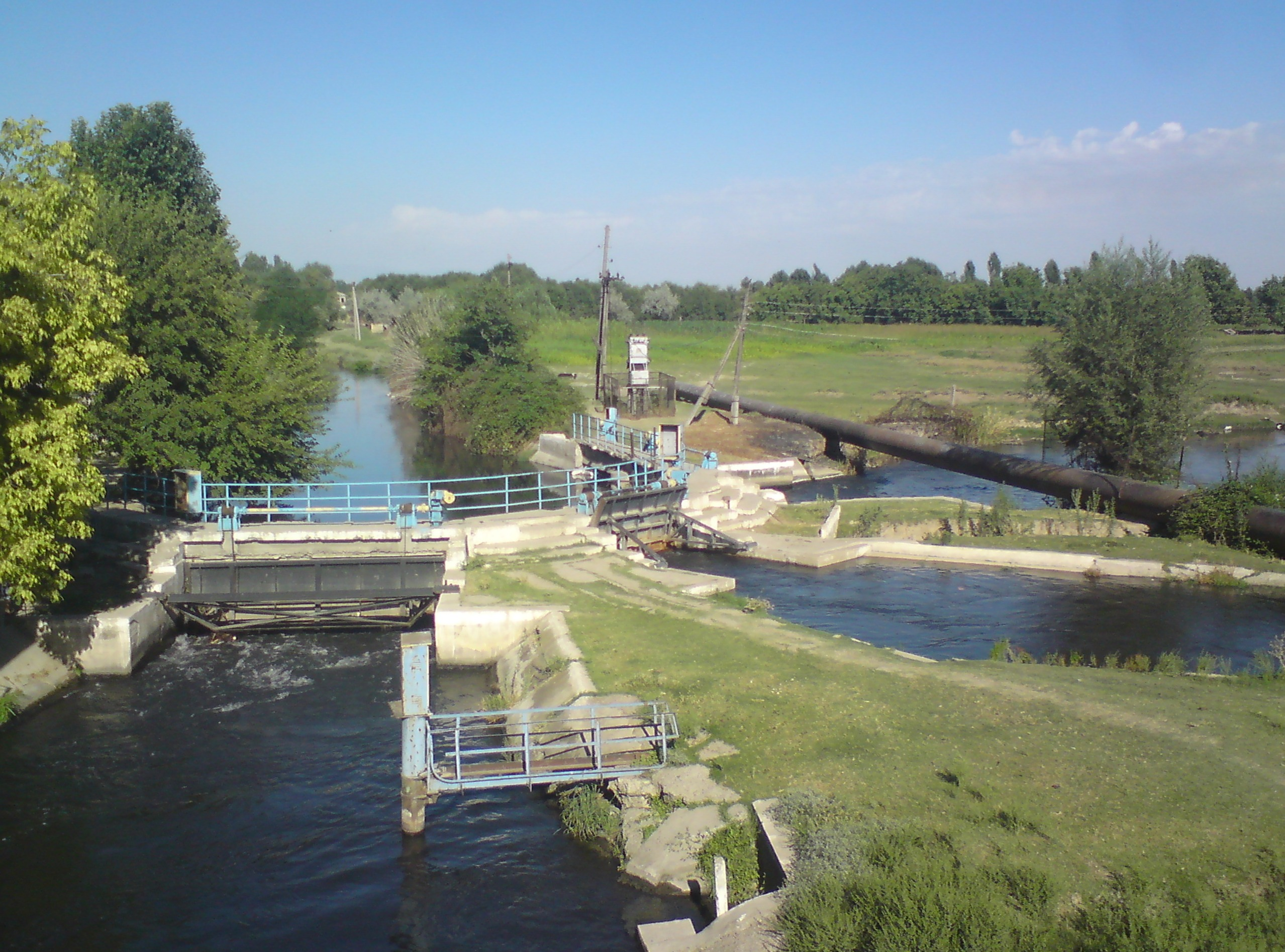
Водоотделитель на канале Салар. Прямо после разделения — Каракульдук, далее — Ниязбаш, наиболее дальний канал — Карасу (по другим трактовкам — продолжение Салара)

### Салар-II
Салар-II образуется от разделения вод Салара-I Джун-Саларским водоотделителем, вместе с отходом крупного канала Джун. Протекая по юго-западной окраине Ташкента, выходит за пределы города и далее проходит по территории Зангиатинского и Янгиюльского туманов Ташкентского вилоята.
Не существует единого мнения, где заканчивается Салар. В посёлке Уртааул (Зангиатинский туман Ташкентского вилоята) от русла вправо отходят крупные арыки Каракульдук и Ниязбаш, течение ниже этой точки иногда рассматривают как самостоятельный канал Карасу, а иногда относят к Салару.
Воды Каракульдука и Карасу достигают Чирчика.

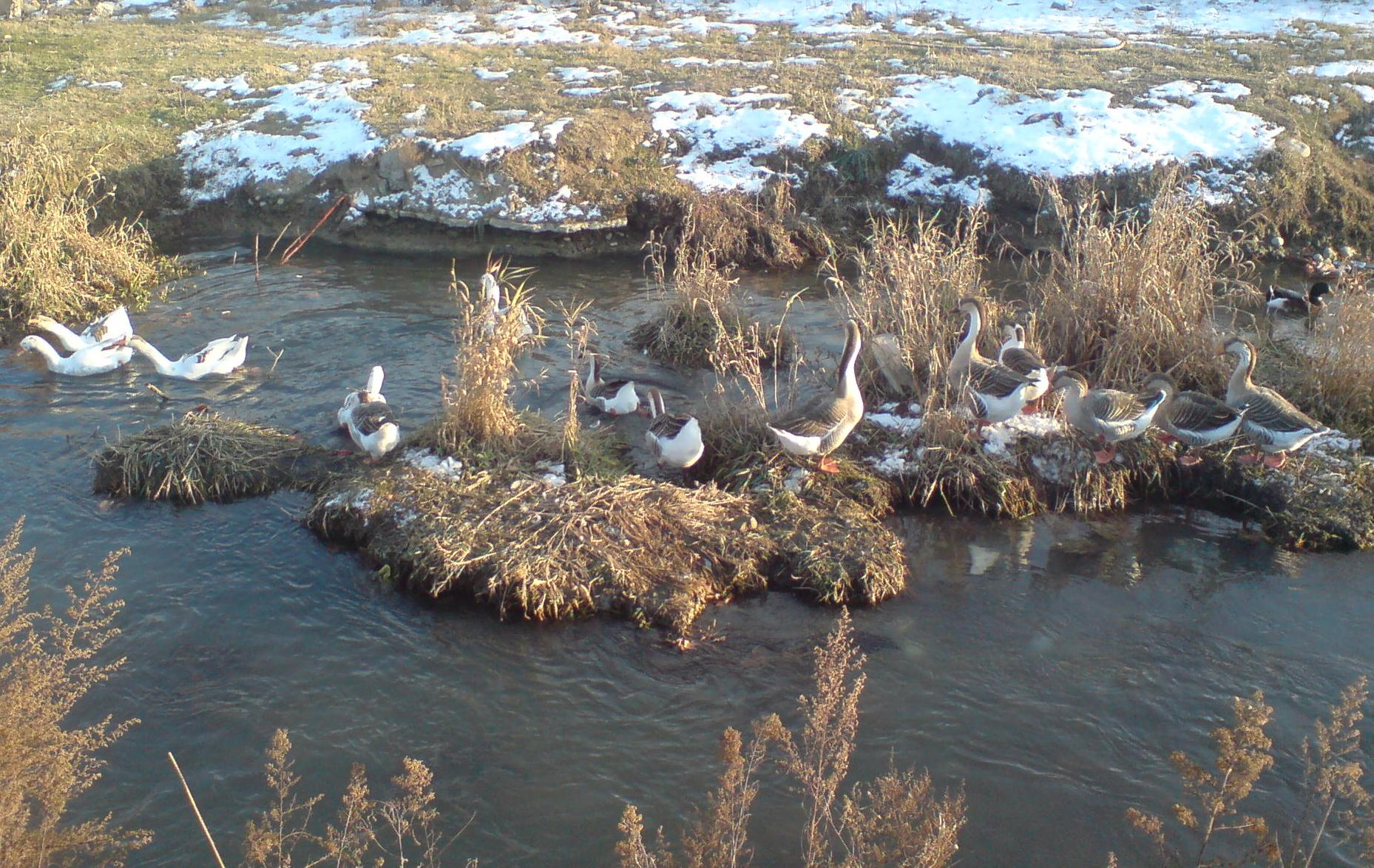
Домашние гуси-сухоносы на канале Салар

## Хозяйственное использование
В Ташкенте канал Салар выполняет комплекс различных задач. Его воды служат для ирригационных целей (по состоянию на начало 1980-х годов Салар-I орошал 1830 га городских земель), для полива улиц и используются на нужды промышленных предприятий.
Протекая по ряду районов с высокой плотностью населения и значительным промышленным сектором, Салар собирает очень большое количество загрязнённых, сточных и сбросных вод.
По состоянию на начало 1980-х годов Салар-II обеспечивал водоснабжение 10 500 га земель в Калининском и Янгиюльском районах. По данным «Национальной энциклопедии Узбекистана» (2000—2005), Салар орошает 3500 га земель в Зангиатинском и Янгиюльском туманах.

## Исторические сведения
По берегам Салара, Ниязбаша и Каракульдука располагается множество памятников древней земледельческой культуры, возникших в середине и конце I тысячелетия до нашей эры. В это время на Саларе и его отводах появляется ряд поселений-крепостей: Каунчинтепа, Ниязбаштепа и другие. В IV—XI веках на Саларе располагался центральный город Шаша, руины которого известны под названием городища Мингурюк, а также ряд более мелких населённых пунктов: например, Данфеганкет, Шутуркент, Бешкент.
Несколько позже, в XI—XII веках, Салар был реконструирован в связи с ростом потребности в водоснабжении. Благодаря увеличению ширины и глубины его русла, возросла полноводность водотока.
Во время вторжения монголов в Среднюю Азию в начале XIII века, завоеватели разрушили многие участки Салара. После монгольского нашествия канал оказался заброшенным. Лишь в XIX веке для Салара было прорыто вновь расширенное и углубленное русло.
8 мая 1865 года между каналами Салар и Дархан состоялась стычка войск Кокандского ханства, под командованием амира и лашкара Алимкула с отрядом войск Российской империи (две роты солдат и одна пушка), посланным генералом М. Г. Черняева для рекогносцировки. На берегу Дархана занимали оборону кокандцы. Начавшись интенсивной перестрелкой, она привела к отступлению русских до их лагеря в местности Шур-тепе.

## Изображения Салара на почтовых открытках и фотографиях

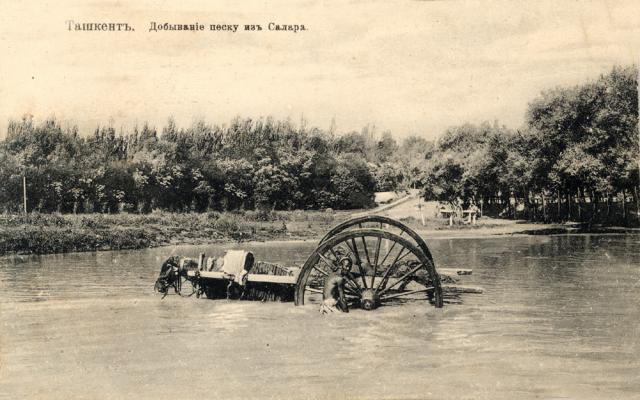
Добывание песка из Салара
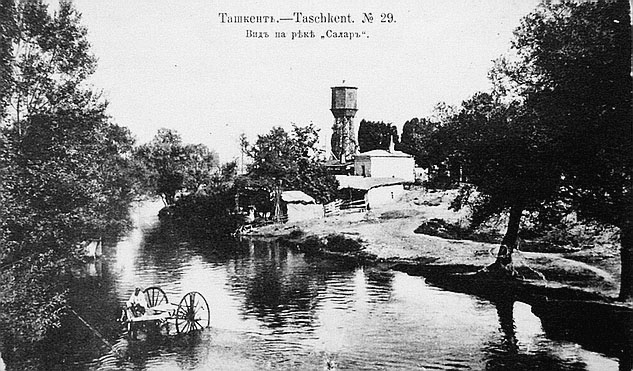
Ташкент. Конец XIX века. Вид реки Салар
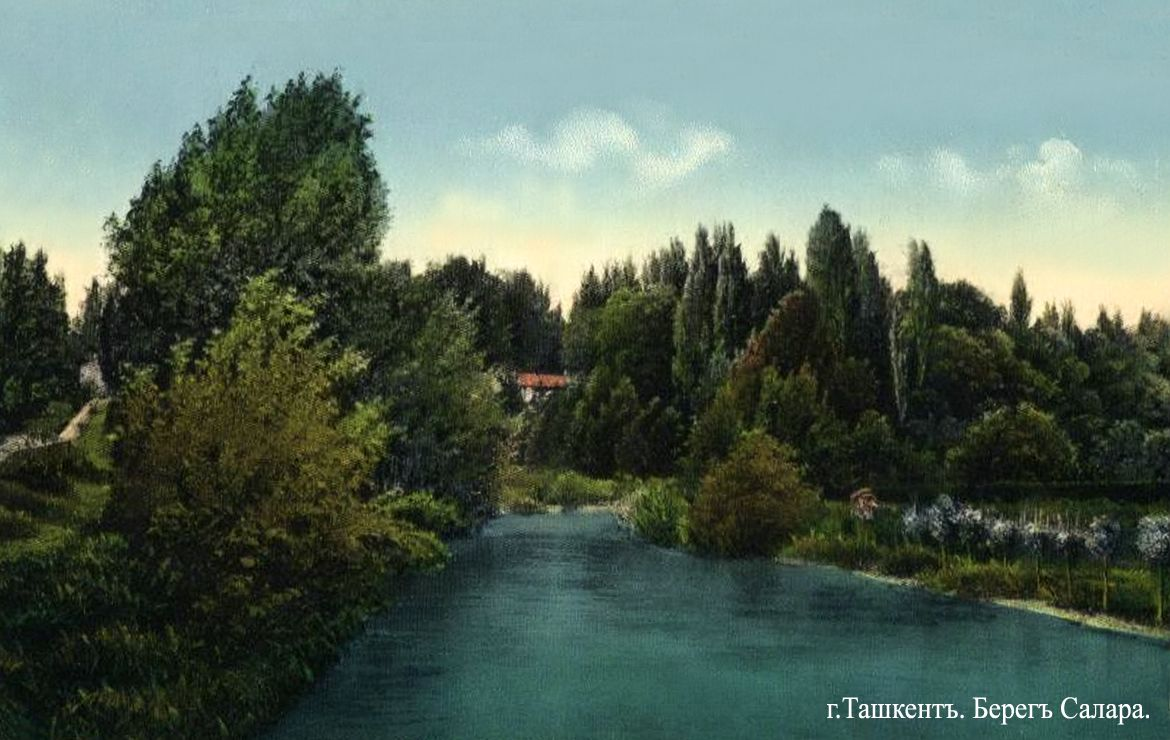
Ташкент. Начало XX века. Вид реки Салар
Вид реки Салар в Ташкенте в лунную ночь, 1916 год
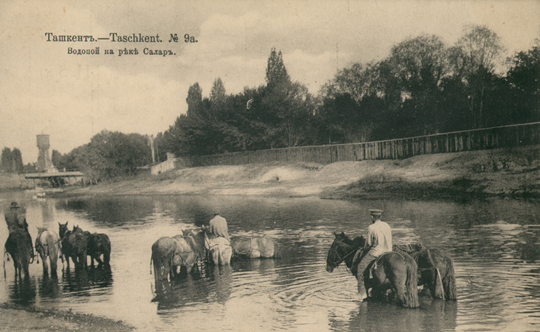
Водопой на реке Салар